# Поповский, Николай Никитич
Николай Никитич Поповский (1728 — 13 (24) февраля 1760) — профессор красноречия и магистр философии, воспитанник Славяно-Греко-Латинской Академии и Академического университета, ученик М. В. Ломоносова, который высоко ценил его первые литературные опыты и рекомендовал его И. И. Шувалову.

## Биография
Был сыном священника церкви Василия Блаженного в Москве. Первоначальное образование получил в Славяно-греко-латинской академии, а затем — в числе десяти лучших учеников, в 1748 году был переведён в Академический университет.
В 1753 году Поповский стал магистром философии и по настоянию М. В. Ломоносова был назначен конректором Академической гимназии, а в 1755 году назначен для чтения «философских лекций» в Московский университет, на торжественном открытии которого произнёс речь «О пользе и важности теоретической философии», в которой указывал:

Хотя она в частные и подробные всех вещей рассуждения не вступает, однако главнейшие и самые общие правила, правильное и необманчивое познание натуры, строгое доказательство каждой истины, разделение правды от неправды от неё одной зависит.

С мая 1756 года он состоял в университете ординарным профессором красноречия. Смотря на философию, как на «изображение храма вселенной», и признавая за ней «нравственное значение преимущественно действовать на людей отпавших от Бога», он нападал на господство в философии латинского языка и настаивал на необходимости преподавать её на русском языке: «нет такой мысли, кою-бы по-российски изъяснить было не возможно». Читая впоследствии и лекции по «элоквенции» (то есть словесности), Поповский много писал в стихах и прозе, отличаясь, для своего времени, силой и плавностью языка.
Важной и отличительной характеристикой философствования Поповского являлась попытка «сращения» философских понятий, усвоенных им в Славяно-греко-латинской академии, с западноевропейскими естественно-научными представлениями.
Его «Письмо о пользе наук и о воспитании в оных юношества, писанное к И. И. Шувалову» (1756), доказывающее необходимость научного образования — одно из замечательнейших дидактических произведений Ломоносовского периода. Другие сочинения Поповского: «Ода на восшествие на престол Елизаветы Петровны» (1754) и «Похвальное слово Елизавете Петровне» (1756).
Из его переводов особенно ценился современниками сделанный с французского языка перевод, в стихах, «Опыта о человеке» Александра Поупа (4 издания: 1757, 1787, 1791 (Яссы) и 1802 гг). Много перевёл Поповский од и сатир Горация, печатая свои переводы в «Полезном увеселении» Хераскова; вместе с его же переводом Горациева послания к Пизонам: «De arte poetica», они вышли отдельной книгой в 1801 году.
Поповский был одним из первых редакторов «Московских ведомостей».
В 1802 году Карамзин написал: «Если бы он пожил долее, то Россия, конечно, могла бы гордиться его изящными произведениями».